# HACCP
HACCP (Hazard Analysis and Critical Control Points eller på svenska riskanalys och kritiska styrpunkter) är en standardiserad arbetsmetod som beskriver hur man systematiskt kartlägger, bedömer och kontrollerar faror i livsmedelsproduktionen med syfte att livsmedel ska vara säkra för konsumenten. Det kan vara mikrobiologiska, kemiska, allergena och fysikaliska faror. Metoden har utarbetats inom FAO.
Inom EU ställs krav på att de företag som hanterar livsmedel ska tillämpa HACCP, med egenkontroll som också skall baseras på god hygienpraxis (GHP).
Ett viktigt begrepp i HACCP är kritisk styrpunkt. Det är en funktion (hantering eller process) vid vilken en styrande åtgärd kan tillämpas och är nödvändig för att förebygga eller undanröja en livsmedelsburen fara eller reducera den till en acceptabel nivå. Tillsammans med det begreppet hör Kritisk gräns: Skiljer acceptabelt från oacceptabelt, till exempel en lägsta temperatur.